# Hello I.B.I
《 Hello I.B.I》是韓國JTBC的綜藝節目，由I.B.I的李海印、金昭希、尹彩暻、李秀炫、韓慧利等人出演。節目為為I.B.I單獨出演的真人秀節目，成員將隨節目組一同前往曼谷及芭提雅旅行，享受愉悅的度假。